# Mo kyrka, Dalsland
Mo kyrka, kyrkobyggnad som sedan 2010 tillhör Åmåls församling (tidigare Mo församling) i Karlstads stift. Den ligger i kyrkbyn Mo i Åmåls kommun. 

## Kyrkobyggnaden
Första gången en kyrka omnämns i Mo är 1397. På 1600-talet omnämns träkyrkan som en av de äldsta i landskapet. 
Nuvarande träkyrka uppfördes 1685-1686. Den har en stomme av liggtimmer och består av ett rektangulärt långhus med rakt kor i öster av samma bredd som långhuset. Öster om koret finns en vidbyggd sakristia. Över långhusets västra del vilar ett trätorn. Ytterväggarna är klädda med vitmålad locklistpanel. Sadeltaken på långhus och sakristia är klädda med skiffer, medan torntaket är klätt med kopparplåt.
Kyrkan byggdes om genomgripande 1881, då spetsbågiga fönsteröppningar, vitmålad brädfodring och skiffertäckt sadeltak tillkom. En renovering genomfördes 1957 efter program av arkitekt Harald Thafvelin. Innerväggarna kläddes med juteväv och takets pärlspontpanel kläddes med slätpanel. Bänkgavlar och tak försågs med konstnärlig utsmyckning. Vid en renovering år 2000 återställdes kyrkans 1800-talskaraktär och väggarnas pärlspontpanel togs fram.

## Inventarier
- Nuvarande altare är från 1957 och har ett altarbord av kalksten.
- Predikstolen är tillverkad 1881 och har ett ljudtak från 1957.

### Orgel
Orgeln, som är placerad på läktaren i väster, byggdes 1914 av E A Setterquist & Son, Örebro och fick följande disposition:
Man:
Borduna 16’
Principal 8’
Rörflöjt 8’
Salicional 8’
Gamba 8’
Octava 4’
Ped:
Subbas 16’ transmission från Borduna 16’
Fasaden är stum och instrumentet har sju stämmor fördelade på manual och pedal. Orgeln ä pneumatisk med rooseweltlådor. Den har ett tonomfång på 56/27.
År 1958 omdisponerades orgeln av samma firma och fick härefter följande disposition:
| Manual         | Pedal               | Koppel  |
| Borduna 16´    | Subbas 16´ (tr man) | Man/Ped |
| Rörflöjt 8'    |                     | Man 4’  |
| Principal 4'   |                     |         |
| Kvintadena 4'  |                     |         |
| Octava 2'      |                     |         |
| Larigot 1 1/3' |                     |         |

I koret står en flygel från 1947, en Gaveau från Paris.

### Klockor
I tornet hänger två klockor. 
- Storklockan är från 1700-talet.
- Lillklockan är sannolikt från tidigt 1200-tal. Den saknar inskrifter och enda utsmyckningen utgörs av två skriftband.[3]